# Kostelní Vydří (zámek)
Zámek v Kostelním Vydří v okrese Jindřichův Hradec pochází ze začátku 17. století. Navazuje na původní renesanční tvrz ze 16. století. Od roku 1963 je chráněn jako kulturní památka České republiky.
Objekt je dlouhodobě nevyužívaný a chátrá. Památka je v soukromém vlastnictví a je na ni vydán exekuční příkaz k prodeji (listopad 2020).

## Historie
Ves je poprvé zmiňována roku 1305, kdy byla v majetku zderazských křižovníků. Poté se majitelé často střídali. Od roku 1531 byla původně gotická tvrz v majetku Koňasů z Vydří. V 16. století provedli její renesanční přestavbu; zvýšili ji o patro a nechali vyzdobit sgrafity. O století později byla barokní přístavbou upravena na zámek, který byl počátkem 19. století dále stavebně upraven. Původní tvrz pak sloužila jako sýpka.
Německému majiteli byl zámek po druhé světové válce zkonfiskován. Poté byl využíván různými socialistickými zemědělskými organizacemi. 

## Popis
Zámek je jednopatrový, dvoukřídlý se sedlovými střechami. V přízemí se nacházejí zazděné arkády sklenuté křížovými klenbami a valeně klenutý průjezd s lunetami. Okna v patře mají kamenná ostění.